# 千葉貞胤
千葉 貞胤（ちば さだたね）は、鎌倉幕府末期から南北朝時代の武将。千葉氏第11代当主。第10代当主・千葉胤宗の子。

## 生涯
北条氏得宗家当主・鎌倉幕府第9代執権・北条貞時より偏諱を受けて貞胤と名乗る。
正和元年（1312年）、家督を継いで当主となり、伊賀や下総の守護職を継承した。元弘元年/元徳3年（1331年）9月、後醍醐天皇挙兵討伐のため在京、元弘の乱では鎌倉幕府方の北条貞直軍に属して楠木正成が守る河内下赤坂城攻めで功を挙げたが、元弘3年/正慶2年（1333年）新田義貞が幕府に反旗を翻して鎌倉を攻めると義貞に与し、武蔵国鶴見川付近で鎌倉街道下道を北上する北条貞将（貞胤の従弟にあたる）を破った。
建武政権成立後は宮方につき、北朝方についた嫡流の従兄・胤貞と千葉氏の家督を争った。建武2年（1335年）には胤貞と相馬親胤に本拠の千葉荘を攻められるが、胤貞と親胤は同年11月足利尊氏の檄文に拠って上洛したため、下総での戦いは貞胤有利となり胤貞の本拠千田荘の土橋城を攻め落とす。
その後も貞胤は新田義貞の軍に属し足利軍と戦うが、建武3年（1336年）1月16日には丹波国志賀郷にて嫡男の一胤を足利軍の細川定禅に討ち取られる。さらに、義貞軍は一時は足利軍を九州に追いやるものの、再起を果たし反撃した足利軍に攻め込まれ貞胤も恒良親王を擁しての北国落ちに従う。
そして、延元元年/建武3年（1336年）10月に吹雪の越前国木芽峠で義貞軍とはぐれて道に迷い、やむなく足利方（斯波高経）に降伏した。だが、その直後11月19日に従兄の胤貞が急死したため貞胤は北朝方に寝返って下総守護を安堵された。その後は北朝方につき京と下総を往復するが、上洛していた正平3年/貞和4年（1348年）8月には、四條畷で楠木正行らと戦い戦功を挙げた。
正平6年/観応2年（1351年）1月1日、61歳で京にて死去。次男の氏胤が家督を継いだ。